# Fireworks (canción de Roxette)
"Fireworks" es una canción del dúo de música pop sueco Roxette, lanzada el 5 de septiembre de 1994 por EMI como el tercer sencillo del quinto álbum de estudio del dúo, Crash! Boom! Bang! (1994). Escrita por Per Gessle, la canción logró un éxito moderado en varios países europeos, alcanzando su punto máximo entre los 20 primeros en Austria y Finlandia, y obteniendo el puesto 30 en la lista de singles del Reino Unido. El vídeo musical que lo acompaña fue dirigido por Michael Geoghegan.
La canción fue el único sencillo lanzado internacionalmente por Roxette que se omitió de la retrospectiva de su carrera, The Rox Box/Roxette 86-06, que incluía todos los demás sencillos lanzados por el dúo hasta 2006, y nunca apareció en ninguno de los álbumes recopilatorios del dúo, excluyendo el remix de Jesus Jones, incluida en Rarities (1996). En una entrevista con The Daily Roxette en 2009, se le preguntó a Per Gessle por qué se ignoraba la canción en las compilaciones y dijo: "Supongo que simplemente no era lo suficientemente grande. Hay muchas otras pistas (de Roxette) que patean traseros. Y en The Rox Box, decidimos usar demos y otras cosas edificantes en su lugar".

## Vídeo
El cineasta irlandés Michael Geoghegan, quien también dirigió los videos de sus tres sencillos anteriores "Almost Unreal", "Sleeping in My Car" y "Crash! Boom". ! Bang!", dirigió el video musical, que se centra en hermanas gemelas que emigran del campo sueco a Londres en busca de fama y fortuna. En Londres, las hermanas son vistas en varios lugares, incluidos Piccadilly Circus y el Metro de Londres. En una parte del video, las hermanas son agredidas sexualmente debajo de un puente. Regresan a Suecia y, al final, se revela que su hermano menor es Per Gessle.